# Aire urbaine d'Abbeville
L'aire urbaine d'Abbeville est une aire urbaine française centrée sur l'unité urbaine d'Abbeville. Composée de 37 communes de la Somme, elle comptait 41 827 habitants en 2013.

## Caractéristiques

### En 1999
D'après la définition qu'en donne l'INSEE, l'aire urbaine d'Abbeville est composée de 30 communes, situées dans la Somme. Ses 42 021 habitants font d'elle la 164e aire urbaine de France.
3 communes de l'aire urbaine sont des pôles urbains.
Le tableau suivant détaille la répartition de l'aire urbaine sur le département (les pourcentages s'entendent en proportion du département) :
| Département | Communes | Communes (%) | Superficie (km²) | Superficie (%) | Population (2011) | Population (%) |
| ----------- | -------- | ------------ | ---------------- | -------------- | ----------------- | -------------- |
| Somme       | 30       | 3,8          | 241,78           | 3,9            | 42 021            | 7,3            |

### En 2011
En 2011, l'aire urbaine d'Abbeville, deuxième de la Somme, comptait 16 800 emplois. Sa population active a progressé de 0,6 % entre 2006 et 2011, malgré un recul marqué des 25-54 ans, dû au vieillissement de la population. Cette baisse a été partiellement compensée par une hausse du taux d'activité des seniors (+5,1 points), bien que celui-ci reste le plus faible des grandes aires urbaines picardes.